# Sherardia arvensis
Genre
Espèce
Classification phylogénétique
Sherardia arvensis, la rubéole des champs, shérardie ou gratteron fleuri, est une espèce de plantes à fleurs de la famille des Rubiaceae et proche des Gaillets. C'est la seule espèce de son genre Sherardia (monotypique).

## Taxonomie
Le nom de Sherardia vient du botaniste anglais William Sherard dont Sébastien Vaillant, Johann Jacob Dillenius puis Carl von Linné ont reconnu le rôle en introduisant son nom dans la taxonomie.

## Description
Plante annuelle, plus ou moins couchée, velue. Feuilles elliptiques, verticillées par 4 ou 6. Les fleurs sont très petites, mauves, par capitules et entourées de bractées foliacées.

## Habitat
Terrains cultivés ou nus, pelouses.

## Répartition
Europe, Afrique du Nord, Asie du sud-ouest.

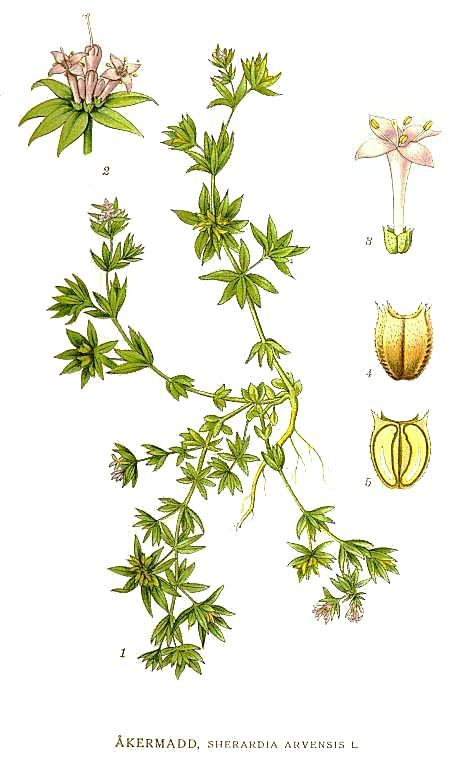
Illustration par Carl Axel Magnus Lindman

## Photos

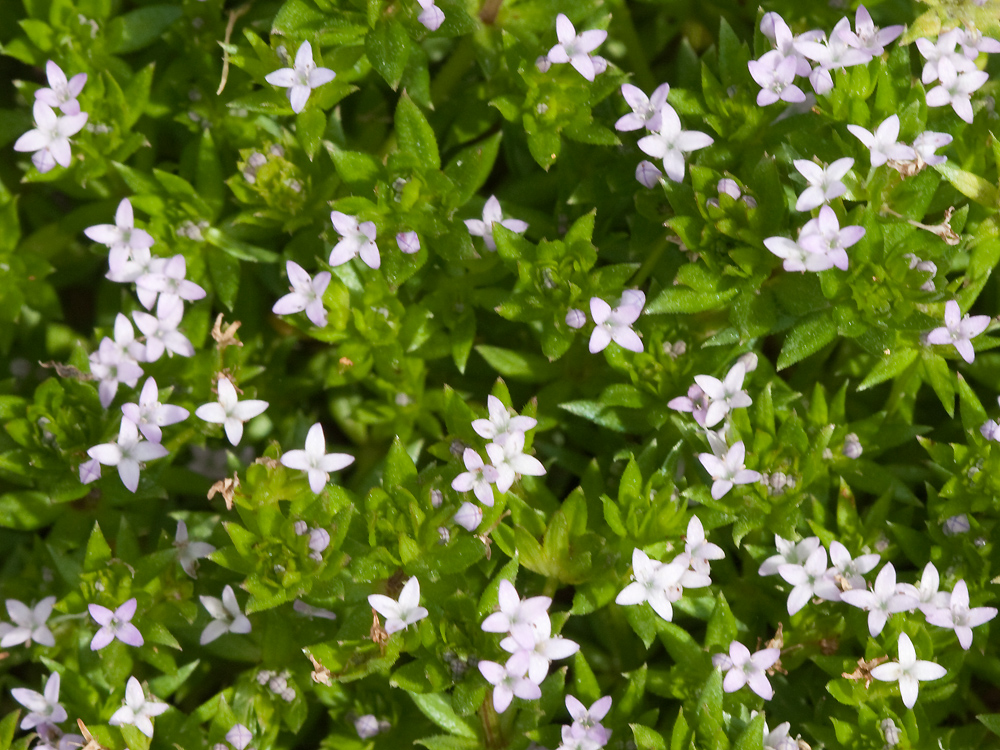
Rubéole des champs.
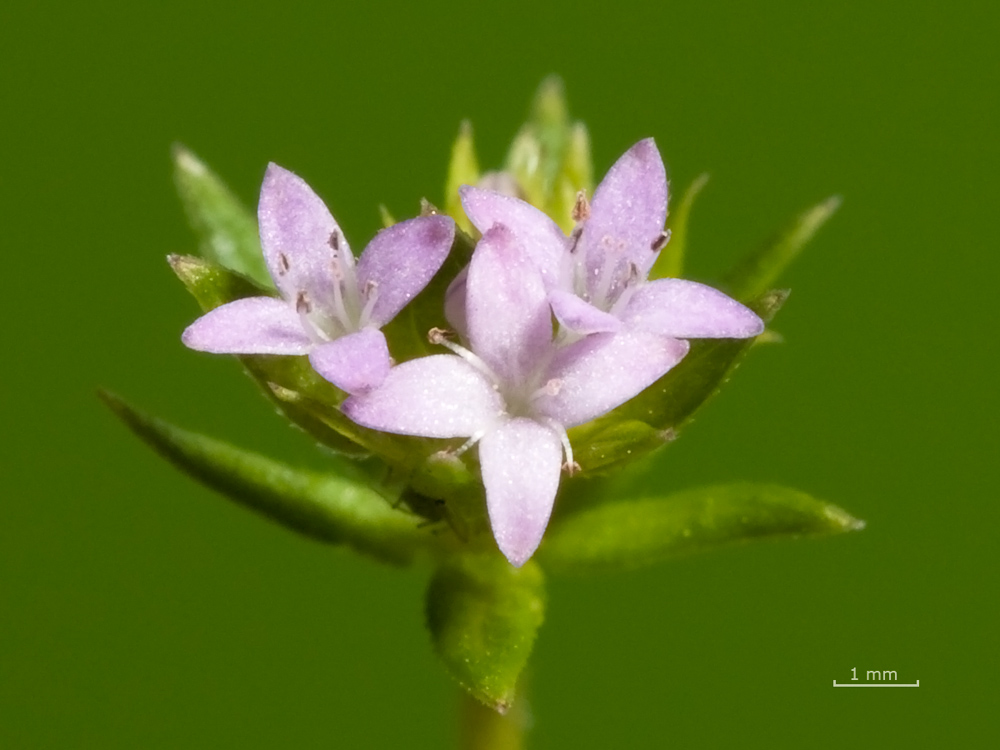
Fleurs en capitule